# Ніколаєвка (Ішимський район)
Нікола́євка (рос. Николаевка) — присілок у складі Ішимського району Тюменської області, Росія.
Населення — 2 особи (2010, 5 у 2002).
Національний склад станом на 2002 рік:
- українці — 60 %
- росіяни — 40 %